# Reserva natural Göy-Göl

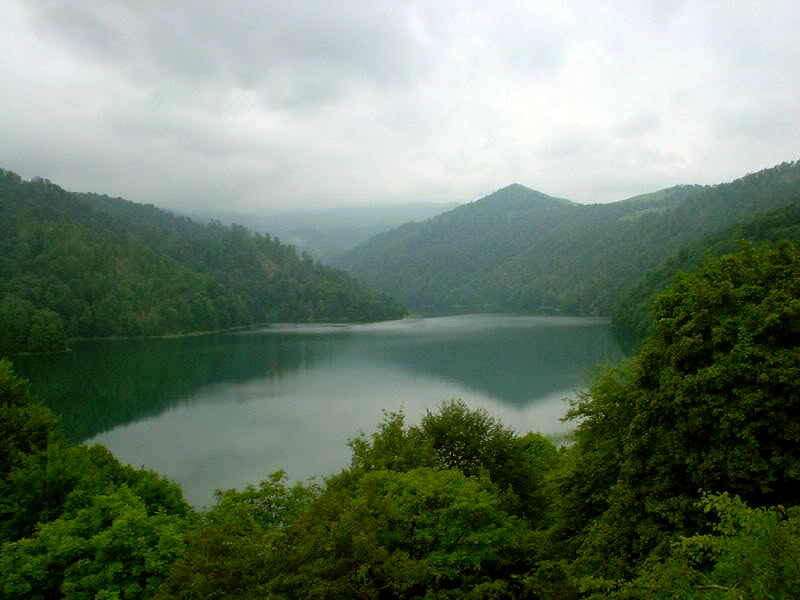
Reserva natural Göy-Göl

La reserva estatal Göy-Göl (azerí, Göy-Göl o Göygöl Dövlət Qoruğu) es una reserva estatal en Azerbaiyán que fue creada en 1925. La reserva pretende proteger el ecosistema natural de las zonas subalpinas de las laderas septentrionales del Pequeño Cáucaso. Ha sido privada en varias ocasiones de su calificación de reserva, pero siempre se ha restaurado con posterioridad.
Los bosques dominan el territorio de la reserva que abarca una superficie total de 67.39 km². Su fauna es rica con diferentes especies de animales, incluyendo el oso pardo, corzo rojo caucasiano, corzo, lince, y aves como el quebrantahuesos, el cuervo y la perdiz de montaña. Las aguas están bien dotadas de truchas.
La reserva contiene también más de 420 especies de plantas, incluyendo 20 que son endémicas de la región del Cáucaso.